# Suzan Demircan
Suzan Demircan (* 1. Januar 1974 in Berlin) ist eine deutsch-türkische Schauspielerin.

## Leben
Suzan Demircan wurde 1974 in Berlin geboren.
2000 stand Demircan in der Fernsehserie Wolffs Revier erstmals für das Fernsehen vor der Kamera. 2002 erhielt sie in der Fernsehserie Finanzamt Mitte – Helden im Amt erstmals eine wiederkehrende Rolle. 2002 bis 2004 war sie in der Fernsehserie Dr. Sommerfeld – Neues vom Bülowbogen zu sehen. 2005 hatte Demircan ihre erste Filmrolle in Dr. Sommerfeld – Alte Träume, neue Liebe. Mittlerweile arbeitet sie als Tanzdozentin und Choreografin.

## Filmografie
- 2000: Wolffs Revier (Fernsehserie, Folge 9x10)
- 2002: Finanzamt Mitte – Helden im Amt (Fernsehserie, 7 Folgen)
- 2002–2004: Dr. Sommerfeld – Neues vom Bülowbogen (Fernsehserie, 15 Folgen)
- 2005: Dr. Sommerfeld – Alte Träume, neue Liebe (Fernsehfilm)
- 2005: Dr. Sommerfeld – Zwischen allen Stühlen (Fernsehfilm)
- 2006: Meine verrückte türkische Hochzeit (Fernsehfilm)
- 2006: Alle lieben Jimmy (Fernsehserie, Folge 1x02)
- 2007: Schloss Einstein (Fernsehserie, Folge 10x05)
- 2008: Die Anwälte (Fernsehserie, Folge 1x04)
- 2009: Unser Charly (Fernsehserie, 3 Folgen)
- 2010: KDD – Kriminaldauerdienst (Fernsehserie, Folge 3x04)
- 2010: In aller Freundschaft (Fernsehserie, Folge 12x28)
- 2010: Mein Deudshland
- 2010: Seppi & Hias – Bayerisch-Türkische Lausbubengeschichten
- 2012: Danni Lowinski (Fernsehserie, Folge 3x05)
- 2013: 45 Minuten bis Ramallah (45 Minutes to Ramallah)
- 2013: Cool Water
- 2013: Meine Beschneidung[3]